# جيري كيلي
جيري كيلي (بالإنجليزية: Gerry Kelly)‏ (18 سبتمبر 1908 في المملكة المتحدة - 1983 في المملكة المتحدة) هو لاعب كرة قدم بريطاني (وحمل سابقاً جنسية المملكة المتحدة لبريطانيا العظمى وأيرلندا) في مركز الوسط. لعب مع بورت فايل وتشارلتون أثلتيك ونادي ساوثهامبتون ونادي سندرلاند وهدرسفيلد تاون ونادي تشستر سيتي ونادي نيلسون.

## وصلات خارجية
- جيري كيلي على موقع قاعدة بيانات كرة القدم.إي يو (الإنجليزية)